# Фёрстенберг, Сэм
Сэм Фёрстенберг (англ. Sam Firstenberg; род. 13 марта 1950) — американский кинорежиссер.

## Биография
Сэм Фёрстенберг родился 13 марта 1950 в Польше в еврейской семье, вырос в Иерусалиме. После окончания аспирантуры в Университете Лойола Меримаунта, он получил высшее образование в Лос-Анджелесе, Калифорния. Сэм является одним из самых известных режиссеров малобюджетных фильмов категории «Б», среди которых первые два фильма серии об американском ниндзя: «Американский ниндзя» и «Американский ниндзя 2: Противостояние».

## Фильмография
- 1983 — Ещё один шанс / One More Chance
- 1983 — Месть ниндзя / Revenge of the Ninja
- 1984 — Ниндзя 3: Дух ниндзя / Ninja III: The Domination
- 1984 — Брейк-данс 2: Электрическое Бугало / Breakin’ 2: Electric Boogaloo
- 1985 — Американский ниндзя / American Ninja
- 1986 — Карающая сила / Avenging Force
- 1987 — Американский ниндзя 2: Столкновение / American Ninja 2: The Confrontation
- 1989 — Излучина реки / Riverbend
- 1991 — Подразделение Дельта 3: Игра в убийство / Delta Force 3: The Killing Game
- 1992 — Американский самурай / American Samurai
- 1993 — Киборг-полицейский / Cyborg Cop
- 1993 — Кровавые воины / Blood Warriors
- 1994 — Киборг-полицейский 2 / Cyborg Cop II
- 1997 — Операция отряда Дельта / Operation Delta Force
- 1997 — Отель страсти / Motel Blue
- 1998 — Остров МакКинси / McCinsey’s Island
- 2000 — Дублёр / The Alternate
- 2001 — Пауки 2 / Spiders II: Breeding Ground
- 2002 — Зыбучие пески / Quicksand